# Bonosus und Maximianus

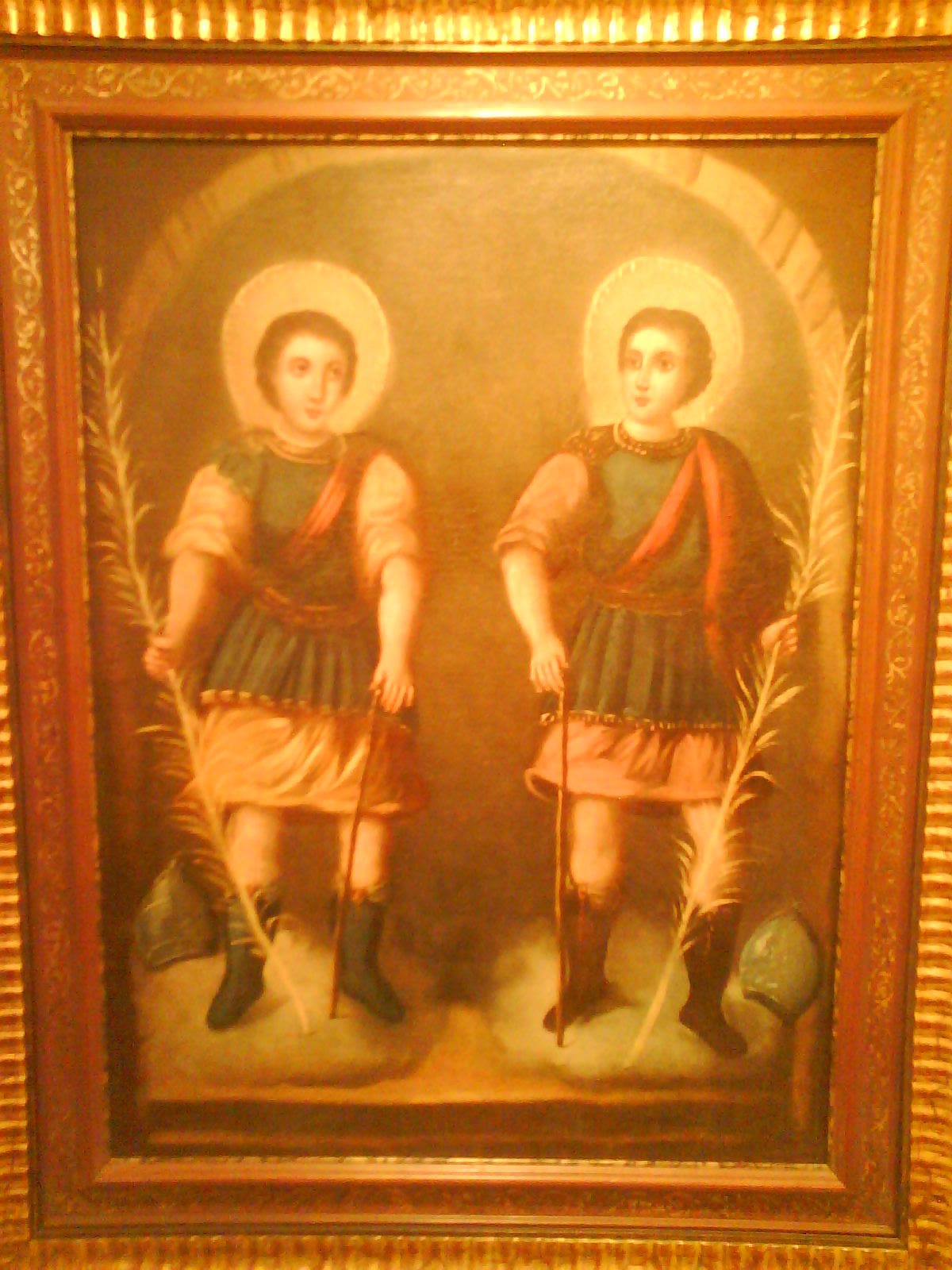
Bonosus und Maximianus

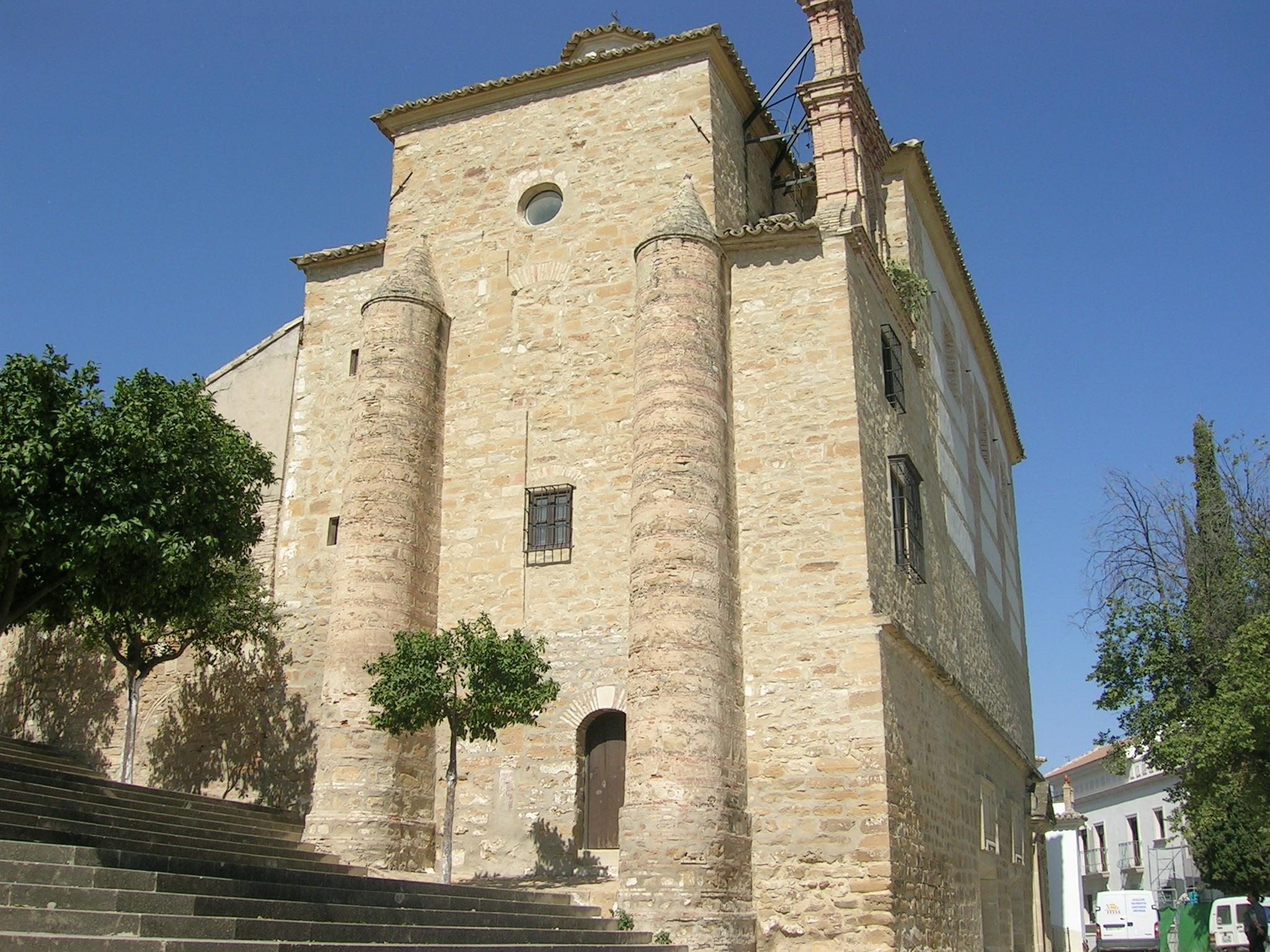
Santuario de las Sagradas Reliquias in Arjona

Bonosus und Maximianus († 308 oder 363) sind zwei spätantike Märtyrer aus Arjona, Südspanien. Ihr Festtag ist der 21. August.

## Vita
Die beiden Brüder(?) stammten aus der römischen Kolonie Iliturgi. Bereits in jungen Jahren traten sie in die Armee ein und beteiligten sich an den letztlich siegreichen Kämpfen gegen den aufständischen Präfekten Numerianus aus Italica. Zum Dank sollten sie in Arjona den Göttern opfern, doch sie weigerten sich mit den Worten, dass sie zuallererst Soldaten Christi seien. Daraufhin wurden sie eingesperrt, gefoltert und schließlich enthauptet.

## Reliquien
Die Reliquien der beiden Volksheiligen wurden zusammen mit anderen Knochen im Jahr 1628 im Bereich der alten Römerfestung von Arjona entdeckt. Der damalige Bischof von Jaén Baltasar de Moscoso y Sandoval erklärte sie zu Schutzheiligen von Arjona und veranlasste den Bau einer Grabeskirche.

## Verehrung
Die Heiligen werden zwar im Martyrologium Romanum erwähnt, doch der Bearbeiter Baronius erwähnt den Verlust ihrer Akten. Außerhalb von Arjona sind sie kaum bekannt; in der zweiten und dritten Augustwoche finden dort Umzüge und Feste zu ihrem Gedenken statt.

## Darstellung
Es existieren nur sehr wenige Darstellungen der beiden Heiligen. Sie werden als Kindersoldaten oder Jugendliche gezeigt, obwohl sie bei ihrem Tod 21 bzw. 18 Jahre alt gewesen sein sollen.